# Centaurea aetolica
Centaurea aetolica — вид квіткових рослин айстрових (Asteraceae). Ендемік Греції.

## Морфологія
Квітка жовта з жовтою серединкою. Насіння дрібне, чорне.

## Середовище
Зустрічається у трав'янистих місцевостях (степах, луках, пасовищах).

## Використання
Centaurea aetolica використовується як декоративна рослина в садах і як ґрунтопокривна. Також використовується як лікарська рослина для лікування респіраторних захворювань і як джерело їжі для худоби.